# Neobisium carinthiacum
Espèce
Neobisium carinthiacum est une espèce de pseudoscorpions de la famille des Neobisiidae.

## Distribution
Cette espèce est endémique d'Autriche. Elle se rencontre sur l'Hochobir.

## Étymologie
Son nom d'espèce lui a été donné en référence au lieu de sa découverte, la Carinthie.

## Publication originale
- Beier, 1939 : Die Pseudoscorpione des oberösterreichischen Landesmuseums in Linz. Jahrbuch des Vereines für Landeskunde und Heimatpflege im Gau Oberdonau, Linz, vol. 88, p. 303-312.